# Sylvania (Ohio)
Sylvania és una població dels Estats Units a l'estat d'Ohio. Segons el cens del 2000 tenia 18.670 habitants.

## Demografia
Segons el cens del 2000, Sylvania tenia 18.670 habitants, 7.151 habitatges, i 5.070 famílies. La densitat de població era de 1.245 habitants per km².
Dels 7.151 habitatges en un 37,2% hi vivien nens de menys de 18 anys, en un 59,8% hi vivien parelles casades, en un 8,7% dones solteres, i en un 29,1% no eren unitats familiars. En el 25,7% dels habitatges hi vivien persones soles l'11,2% de les quals corresponia a persones de 65 anys o més que vivien soles. El nombre mitjà de persones vivint en cada habitatge era de 2,59 i el nombre mitjà de persones que vivien en cada família era de 3,16.
Per edats la població es repartia de la següent manera: un 28,2% tenia menys de 18 anys, un 6,7% entre 18 i 24, un 26,7% entre 25 i 44, un 25% de 45 a 60 i un 13,3% 65 anys o més.
L'edat mediana era de 38 anys. Per cada 100 dones de 18 o més anys hi havia 86,6 homes.
La renda mediana per habitatge era de 57.358 $ i la renda mediana per família de 73.947 $. Els homes tenien una renda mediana de 52.892 $ mentre que les dones 34.583 $. La renda per capita de la població era de 28.163 $. Aproximadament el 3,7% de les famílies i el 4,2% de la població estaven per davall del llindar de pobresa.

## Poblacions properes
El següent diagrama mostra les poblacions més properes.